# 张宇松
张宇松（1962年12月—），男，河南正阳人，中华人民共和国政治人物。

## 生平
1982年2月参加工作，1984年1月加入中共。中央党校行政管理专业研究生学历。1995年12月，任遂平县副县长。1999年5月，任中共遂平县委副书记。2001年3月，任遂平县县长。2001年9月，任中共遂平县委书记。2004年8月，任河南省农业科学院副院长。2009年2月，任河南省委农村工作办公室副主任。2015年4月，任中共济源市委副书记。2015年8月，任济源市代市长（2016年3月当选市长）。